# Naudo Rodriguez
Naudo Rodriguez ist ein brasilianischer Gitarrist.

## Leben
Rodriguez begann im Alter von fünf Jahren mit dem Gitarrespielen. Er war Teil einer Musikerfamilie, besuchte jedoch keine Musikschule. Das Gitarrespielen brachte er sich autodidaktisch durch gemeinsames Spielen mit anderen Musikern bei, weshalb er unterschiedliche musikalische Stile beherrscht.
Er arbeitete mit unterschiedlichen Musikgruppen in Recife, Bahia und Rio de Janeiro zusammen, wo er das Album Vento Norte mit der Gruppe Karetas aufnahm. Das Album erreichte 1982 Platz 1 der brasilianischen Charts. 1989 überquerte er den Atlantik mit seinem Bruder, der ebenfalls Musiker ist. Sie arbeiteten zwei Jahre in London, wo sie sich der afrobrasilianischen Musik zuwandten. 1992 machte er mit dem Orchester Linea Continua eine Tour durch Spanien, wo er am „Autumn Jazz“ in Zamora teilnahm und mit dem Saxophonisten Quique Macias zusammenspielte.
Seit 1993 lebte er auf Teneriffa, wo er in Clubs, Hotels und Kulturzentren Jazz spielte und als Gitarrist bei Aufnahmen anderer Künstler mitwirkte. 2002 nahm er die CD Alone with my guitar auf. Er ist zusammen mit anderen spanischen Musikern, die sich der brasilianischen Musik widmen, Teil der Band Madeira Choro.
Seine Gitarre ist eine halbakustische elektrische Alhambra.